# 湖北省教育厅
湖北省教育厅是中华人民共和国湖北省人民政府主管教育工作的组成部门。

## 内设机构
- 厅办公室
- 政策法规处
- 发展规划处
- 财务处
- 基础教育处
- 职业教育与成人教育处
- 高等教育处
- 教师管理处
- 思想政治教育与社会科学研究处
- 组织处
- 综合治理处
- 高校学生处
- 科学技术处
- 体育卫生与艺术教育处
- 对外合作与交流处
- 干部人事处
- 省教育督导办公室 省学位委员会办公室
- 省语言文字工作委员会办公室
- 直属机关党委
- 纪检组监察室
- 离退休干部处(省教育厅关心下一代工作委员会秘书处)

## 直属单位
- 省教育考试院
- 厅机关后勤服务中心
- 厅会计核算中心
- 省高等学校招生委员会办公室（省教育厅招生办公室）
- 省教育技术装备处
- 省校办产业管理办公室
- 省高校后勤服务中心
- 省高校毕业生就业指导服务中心
- 省教育信息化发展中心
- 省电化教育馆
- 省教育基金管理办公室
- 省学生资助管理中心
- 省教育自费留学服务中心
- 省教育对外交流服务中心
- 省教育科学研究所
- 省职业技术教育研究中心
- 《省志·教育志》编辑室
- 兴华教育投资有限公司

## 直属学校
- 武汉职业技术学院
- 长江职业学院
- 武汉交通职业学院
- 湖北轻工职业技术学院
- 湖北幼儿师范高等专科学校
- 水果湖高级中学
- 水果湖第一中学
- 水果湖第二中学
- 水果湖第一小学
- 水果湖第二小学